# Darío Villalba Flores
Darío Villalba Flores (* 22. Februar 1939 in San Sebastián; † 16. Juni 2018) war ein spanischer Eiskunstläufer und Künstler.
Villalba begann im Alter von elf Jahren mit dem Eislaufen. Er trainierte zunächst in Philadelphia, wo sein Vater als spanischer Konsul arbeitete. Als seine Eltern mit ihm nach Spanien zurückkehrten, konnte Villalba sein Training nur bedingt fortsetzen, da der Trainingsplatz sehr klein und von bescheidener Qualität war. Um ihm ein besseres Training zu ermöglichen, schickten ihn seine Eltern daraufhin nach Chamonix, wo er von Thea Frenssen trainiert wurde.
Im Alter von 16 Jahren nahm Villalba 1956 an den Olympischen Winterspielen in Cortina d’Ampezzo im Einzellauf teil und war damit der erste Eiskunstläufer, der Spanien bei Olympischen Spielen repräsentierte. Er verglich seine Exotenstellung mit der eines Toreros aus einem skandinavischen Land. Sein Ziel war es, nicht Letzter zu werden. Er schaffte dies, indem er den Wettbewerb auf dem 14. Platz beendete und zwei Eiskunstläufer, den Australier Charles Keeble und den Finnen Kalle Tuulos, hinter sich ließ. Wenig später trat Villalba in Garmisch-Partenkirchen bei seiner ersten und einzigen Weltmeisterschaft an und belegte den 15. Platz.
Als Pionier des Eiskunstlaufs in Spanien zeigte sich Villalba begeistert und berührt von der sportlichen Karriere seines Landmanns Javier Fernández, mit dem es zu einem Treffen gekommen ist.
Nach seiner Sportkarriere widmete sich Villalba der Malerei. Bereits mit 18 Jahren hatte er seine erste Ausstellung. Seit 2002 ist er Mitglied der Real Academia de Bellas Artes de San Fernando. 2003 überreichte ihm König Juan Carlos I. die Goldmedaille für Verdienste im Bereich der Schönen Künste.

## Ergebnisse
| Meisterschaft / Jahr    | 1956 |
| ----------------------- | ---- |
| Olympische Winterspiele | 14.  |
| Weltmeisterschaften     | 15.  |